# Ahlstädt
Ahlstädt ist eine Gemeinde im Landkreis Hildburghausen im fränkisch geprägten Süden des Freistaats Thüringen. Sie gehört der Verwaltungsgemeinschaft Feldstein an, die ihren Verwaltungssitz in der Stadt Themar hat. Ahlstädt ist die nach Einwohnern kleinste Gemeinde des Landkreises.

## Geografie
Die Gemeinde liegt im Naturpark Thüringer Wald ca. 8 km südlich von Suhl.

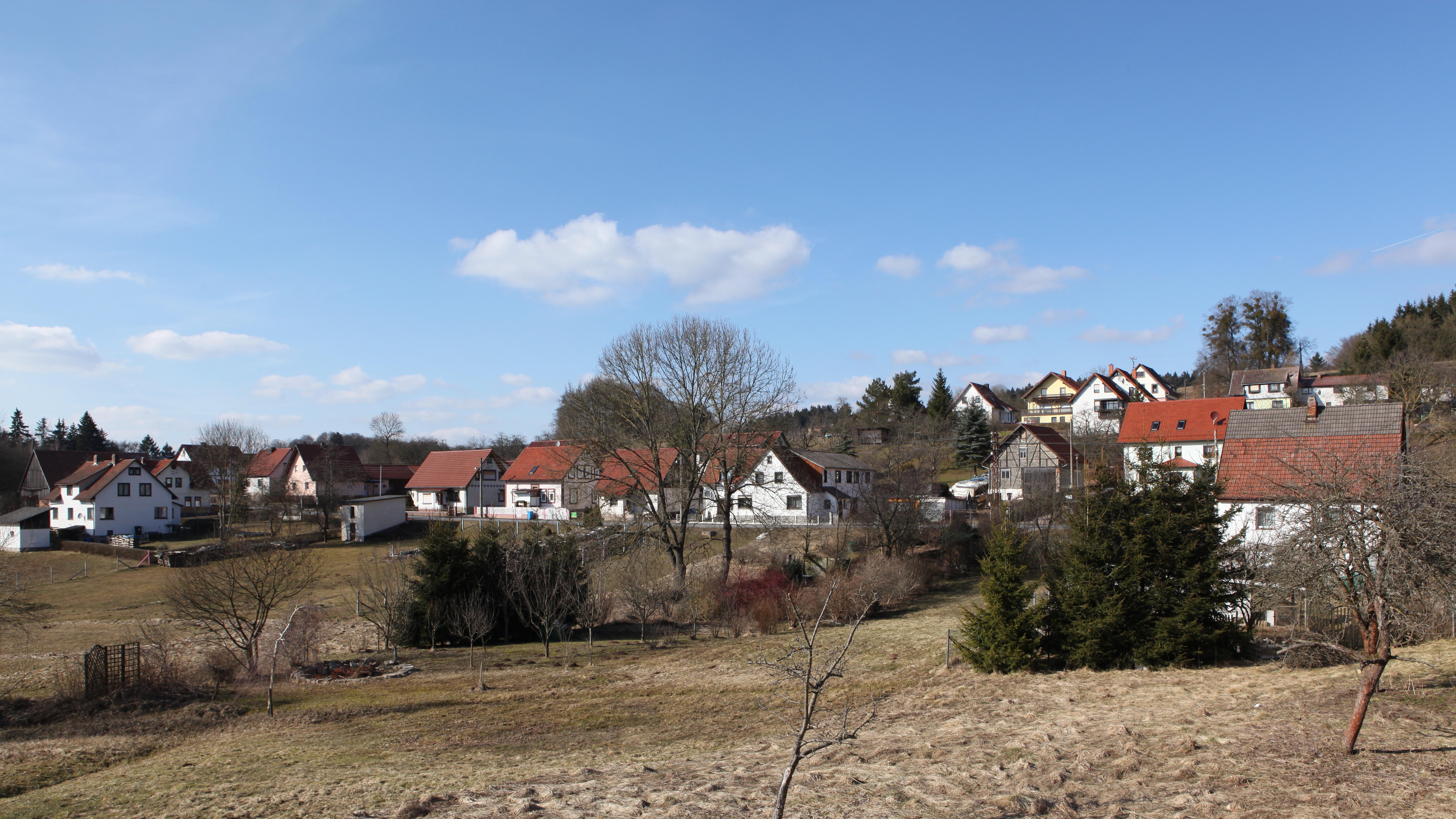
Ahlstädt

## Geschichte
Erstmals wurde der Ort 1212 als „Alstat“ urkundlich erwähnt. Bis 1815 gehörte Ahlstädt zum hennebergischen bzw. kursächsischen Amt Schleusingen und gelangte dann an den Kreis Schleusingen der neugebildeten preußischen Provinz Sachsen.
Nördlich der Ortslage erkennt man noch im Hang die mühsam in Terrassenform angelegten Wölbäcker aus der spätmittelalterlichen Rodungszeit des Ortes. Im beginnenden 17. Jahrhundert wurden Eisenerzgruben in Ortsnähe angelegt, man hoffte mit dem Bergbau eine neue Erwerbsquelle zu finden. 1744 wurden die Gruben „Unverhofftes Glück“ und „Christbescherung“ am Steinberg betrieben. Als wichtigster Berufszweig erwähnt eine Amtsbeschreibung das Harzscharren. Mit den mühsam gewonnenen Harzklumpen wurde ein beim Ort errichteter Pechofen beliefert, der jährlich etwa sechs Zentner Baumharz (Pech) erzeugte. Der abgelegene Ort hatte 1822 zehn Häuser und 38 Einwohner. In den 1950er Jahren erhielt Ahlstädt eine Schweinemastanlage am Ortsrand, die Bauern des Ortes waren zuvor der LPG beigetreten. Etwa 200 Einwohner zählte der kleine Ort in den 1960er Jahren. Um Versorgungsprobleme mit Grundnahrungsmitteln zu lindern, wurde eine Konsumverkaufsstelle errichtet.

## Politik

### Gemeinderat
Der Gemeinderat besteht aus sechs Ratsmitgliedern, die bei der Kommunalwahl am 26. Mai 2019 in einer Mehrheitswahl gewählt wurden und alle der Freien Wählergemeinschaft Ahlstädt angehören.
Die Wahlbeteiligung lag bei 75,2 %.

### Bürgermeister
Der ehrenamtliche Bürgermeister Jens Greiner wurde am 12. Juni 2022 gewählt. Zuvor war seit 1999 Annette Haupt und seit 1994 Volker Schamberger im Amt.

## Kultur
Das Sommersonnenwendfeuer und die Kirmes werden jedes Jahr in der Gemeinde veranstaltet.